# Tobias Børkeeiet
Tobias Børkeeiet (Oslo, 1999. április 18. –) norvég korosztályos válogatott labdarúgó, az osztrák Rapid Wien középpályása.

## Pályafutása

### Klubcsapatokban
Børkeeiet a norvég fővárosban, Osloban született. Az ifjúsági pályafutását a helyi Stabæk akadémiájánál kezdte.
2018-ban mutatkozott be a Stabæk első osztályban szereplő felnőtt csapatában. Először a 2018. március 11-ei, Strømsgodset elleni mérkőzés 86. percében, Hugo Vetlesen cseréjeként lépett pályára. Első gólját 2018. december 5-én, az Aalesund ellen 1–0-ra megnyert találkozón szerezte. 2019 júliusában a dán első osztályban érdekelt Brøndbyhez igazolt. Először 2019. július 11-én, a finn Inter Turku ellen 4–1-re megnyert Európa-liga-selejtező 91. percében, Dominik Kaisert váltva lépett pályára. Három nappal később, a Silkeborg ellen a dán ligában is debütált. Első gólját 2021. augusztus 8-án, a København ellen 4–2-re elvesztett bajnokin szerezte. 2022. január 25-én négy éves szerződést kötött a Rosenborg együttesével. 2022. április 3-án, a Bodø/Glimt ellen 2–2-es döntetlennel zárult mérkőzésen debütált és egyben megszerezte első két gólját a klub színeiben.
2024. augusztus 30-án az osztrák Rapid Wien szerződtette.

### A válogatottban
Børkeeiet az U17-estől az U21-esig minden korosztályban képviselte Norvégiát.
2018-ban debütált az U21-es válogatottban. Először 2018. szeptember 11-én, Azerbajdzsán ellen 3–1-re megnyert U21-es EB-selejtezőn lépett pályára.

## Statisztikák
2024. július 7. szerint
| Klub      | Szezon   | Osztály        | Bajnokság | Bajnokság | Kupa  | Kupa | Nemzetközi | Nemzetközi | Összesen | Összesen |
| Klub      | Szezon   | Osztály        | Meccs     | Gól       | Meccs | Gól  | Meccs      | Gól        | Meccs    | Gól      |
| --------- | -------- | -------------- | --------- | --------- | ----- | ---- | ---------- | ---------- | -------- | -------- |
| Stabæk    | 2018     | Eliteserien    | 29        | 1         | 3     | 0    | —          | —          | 32       | 1        |
| Stabæk    | 2019     | Eliteserien    | 10        | 0         | 2     | 0    | —          | —          | 12       | 0        |
| Brøndby   | 2019–20  | Dán Szuperliga | 6         | 0         | 0     | 0    | 4          | 0          | 10       | 0        |
| Brøndby   | 2020–21  | Dán Szuperliga | 21        | 0         | 2     | 0    | —          | —          | 23       | 0        |
| Brøndby   | 2021–22  | Dán Szuperliga | 7         | 1         | 2     | 0    | 4          | 0          | 13       | 1        |
| Rosenborg | 2022     | Eliteserien    | 27        | 2         | 0     | 0    | —          | —          | 27       | 2        |
| Rosenborg | 2023     | Eliteserien    | 19        | 0         | 1     | 0    | 4          | 0          | 24       | 0        |
| Rosenborg | 2024     | Eliteserien    | 2         | 0         | 1     | 0    | —          | —          | 3        | 0        |
| Összesen  | Összesen | Összesen       | 121       | 4         | 11    | 0    | 12         | 0          | 144      | 4        |

## Sikerei, díjai
Brøndby
- Dán Szuperliga
  - Bajnok (1): 2020–21